# Любиша Георгієвський
Любиша Георгієвський (мак. Љубиша Георгиевски; нар. 30 травня 1937, Бітола, Королівство Югославія—6 грудня 2018) — македонський театральний режисер, письменник, політик, дипломат, колишній голова Зборів Республіки Македонії.

## Освіта
У 1974 році — закінчив Академію театру, кіно, радіо і телебачення в Белграді.
Володіє англійською, французькою, італійською, російською, болгарською та сербською мовами.

## Творчість
Як режисер Георгіївський поставив понад 160 вистав у Македонії, Югославії, Хорватії, Боснії та Герцеговині, Словенії, Болгарії, Румунії, Польщі та США, де в Університеті Південної Каліфорнії і Техасі, він викладав теорію театру і акторську гру. Його постановки переведені на більш десятка мов і гралися по всій Європі, в тому числі в Москві та Відні. Він — володар понад двадцять нагород у колишній Югославії, а також нагороди критики за найкращий спектакль театрального сезону «Спокуса» за п'єсою Вацлава Гавела в «Театр-Центрі». Деякі його п'єси продовжують грати досі.
Він також написав десятки книг, був режисером і сценаристом декількох кінофільмів і вів авторську колонку в газеті «Щоденник».

## Політична кар'єра
Є членом Виконавчого комітету однієї з найбільших партій Македонії — ВМРО-ДПМНЄ. На президентських виборах в 1994 році був головним суперником тодішнього президента Кіро Глігорова.
З 2000 по 2004 рік він був Надзвичайним і Повноважним Послом Республіки Македонії в Болгарії.
1 серпня 2006 обраний головою Зборів Республіки Македонії і займав цю посаду до червня 2008 року.
Помер вранці 6 грудня 2018 року на 81-му році життя.

## Нагороди
- Орден «Стара Планіна» 1 ступеня (Болгарія)